# الليالي الزرقاء
الليالي الزرقاء، هي مذكرات كتبتها الكاتبة الامريكية جوان ديديون ونشرت لأول مرة في عام ٢٠١١.
المذكرات عبارة عن سرد لوفاة كوينتانا ابنة ديديون التي توفيت في عام ٢٠٠٥ عن عمر يناهز ٣٩ عامًا، كما تناقش ديديون مشاعرها الخاصة تجاه الأمومة والشيخوخة.
يشير العنوان إلى أوقات معينة في وقت الإنقلاب الصيفي عندما يصبح الشفق طويلا وأزرقًا، في مقالها في مجلة نيويورك لمراجعة الكتب قالت كاثلين شين أن كتاب "الليالي الزرقاء" يتميز بموقفه العدمي تجاه الحزن حيث تقدم ديديون القليل من الفهم أو التفسير لوفاة ابنتها.
كتبت ديديون في كتابها الشهير الألبوم الأبيض، "نحكي لأنفسنا قصصًا لكي نعيش، إن الليالي الزرقاء تدور حول ما يحدث عندما لا تكون هناك قصص أخرى نستطيع أن نرويها لأنفسنا ولا سرد ليرشدنا لفهم الفوضى، ولا نظام ولا معنى ولا خاتمة للقصة"
وصف كتاب الليالي الزرقاء بأنه "القطعة الرفيقة" لكتاب ديديون "عام التفكير السحري" الذي نشر في عام ٢٠٠٥ وتتركز أحداثه على تجارب ديديون بعد وفاة زوجها ودخول ابنتها إلى المستشفى.

## الأسلوب
على عكس بعض المذكرات الأخرى بما في ذلك أعمال ديديون السابقة، فإن الليالي الزرقاء لا تتبع مسارًا سرديًا تقليديًا. كتابات ديديون متكررة وغير خطية مما يعكس صعوبة تعاملها مع وفاة ابنتها. كثيرًا ما تبتعد ديديون عن موضوع ابنتها وغالبًا ما تناقش حياتها ومشاعرها.
يمكن القول أن "الحضور العابر" لكوينتانا في الكتاب يظهر صعوبة تعاملها مع وفاة طفلتها بينما يعتقد نقاد أخرون أن هذا يوضح افتقار ديديون إلى التواضع وهي الصفة التي تعرضت بسببها إلى النقد باعتبارها "مطلعة دائمة" لقلة مساهمتها تجاه تراجع حالة ابنتها.

## الخلفية
في عطلة نهاية أسبوع رأس السنة الجديدة لعام ١٩٦٦ أثارت صديقة جوان ديانا لين موضوع التبني خلال محادثتهما، كانا جوان وجون يكافحون من أجل إنجاب طفل وأعطتهما ديانا اسم الطبيب الذي قام بتوليد أطفالها بالتبني، في الصباح الباكر من يوم ٣ مارس ١٩٦٦ تلقى جوان وجون مكالمة من الطبيب نفسه قائلا إنه قام للتو بتوليد فتاة وأراد معرفة إذا كانا يريدانها أم لا، وقف بعد ساعة كل من جوان وجون خارج الحضانة دون أي شك في أن هذه الطفلة ستكون لهما.
خلال سنواتها الأولى كانت كوينتانا تعاني من معرفة أنها متبناة وكان يمكن سماع كوينتانا وهي تتساءل عما كان سيحدث لو لم يرد جون على الهاتف في ٣ مارس ١٩٦٦ أو إذا وقع حادث على الطريق السريع في طريقهم لاصطحابها.
تم تشخيص كوينتانا خلال سنواتها الأولى بالعديد من الحالات المرضية المتعلقة بالقلق والاكتئاب ثم شخصت من قبل الطبيب عندما أصبحت بالغة بـ " اضطراب الشخصية الحدية "، كانت أعراض هذا التشخيص واضحة في شخصية كوينتانا حيث رصدت جوان هذه التأثيرات: "لقد رأيت السحر والهدوء واليأس الانتحاري" مع كل الارتباك المحيط بحالتها العقلية فقد كانت كوينتانا تقضي بداية حياتها كبالغة في العلاج الذاتي بالكحول، قادها هذا الإدمان إلى مقابلة زوجها النادل جيرالد بريان مايكل في ٢٦ يوليو ٢٠٠٣. تزوجت كوينتانا من جيري في كاتدرائية القديس جون الإلهية في شارع أمستردام.
في ٢٤ ديسمبر ٢٠٠٣ تم إدخال كوينتانا إلى غرفة الطوارئ بسبب أعراض تشبه الإنفلونزا.
مرضها الذي بدا في البداية روتينيًا سرعان ما أصبح مهددا لحياتها، توفي والدها جون بشكل غير متوقع بسبب نوبة قلبية في ٣٠ ديسمبر ٢٠٠٣. توجب تأجيل الجنازة حتى تصبح كوينتانا قوية بما يكفي للحضور.
خططت بعد ذلك كوينتانا للسفر إلى لوس أنجلوس حيث سقطت وضربت رأسها أثناء خروجها من المطار. لم تكن جراحة الدماغ وسنتين من التعافي بعد العملية كافية إذ أدت اصابتها المصحوبة بأمراضها المتعددة إلى وفاتها في ٢٦ أغسطس ٢٠٠٥.
لا تتناول مذكرات الليالي الزرقاء مرض كوينتانا أو وفاتها بل تتناول عملية حداد جوان. تغطي المذكرات الجدول الزمني لحياة كوينتانا من خلال فهم جوان لها.
واجهت جوان صعوبة في التفاهم مع دورها كأم لكوينتانا وشككت في ما إذا كانت ترقى إلى مستوى لقب "الأم" وما إذا كانت كوينتانا ستوافق على ذلك.

## ردود الأفعال
بعد إصدار هذه المذكرات في عام ٢٠١١ اتفق العديد من النقاد على أن أسلوب ديديون أصبح أكثر إنعكاسًا.
في مراجعة لصحيفة نيويورك تايمز أشار جون بانفيل أن أسلوب ديديون تغير بعد المذكرات التي ركزت على وفاة زوجها، "عام التفكير السحري"، كما ذكر بانفيل أن ديديون التي لم تتمكن من العثور على منفذ لحزنها بعد وفاة زوجها غير المتوقعة بدأت في كتابة عام التفكير السحري كطريقة للحداد على زوجها الراحل جون لكن مع وفاة كوينتانا تستغرق ديديون وقتا أطول لتجميع افكارها لتقدمها بالطريقة التي تريد.
بعد كتابة المسودات الأولية أعادت ديديون الكتابة لتحول النص من تقرير صحفي بارد إلى نص يعكس العاطفة، وُصف حالة الصعوبة التي تمر فيها ديديون في التعبير عن حزنها من قبل الناقدة راشيل كوسيك من صحيفة ذا جارديان قائلة: "إن الليالي الزرقاء هو تجسيد لهذه الهشاشة وتلاشي وتضاؤل لقدرة الفنان على خلق النظام من عشوائية وفوضى التجارب."، ركز نقاد اخرون مثل هيلار مكالبين من صحيفة واشنطن بوست على تأثير الاختيارات الأسلوبية التي قدمتها ديديون واصفة الكتاب بأنه "رسالة تعزية جميلة للإنسانية عن بعض الحقائق المؤلمة للحالة الإنسانية التي تستحق أن ترسم على ورق الحداد التقليدي ذو الهوامش السوداء."
كما يصف لورانس فراسيلا من الإذاعة الوطنية العامة الكتاب بأنه يحتوي على "يأسًا مؤلمًا لتصل إلى نوع من كشف محطم حول الفناء هذا التصميم وهذه الوحشية يعوضان أكثر من وعي ديديون الذاتي الخانق في بعض الأحيان وفي نهاية المطاف تتركنا الليالي الزرقاء محطمين."

## روابط خارجية
- صفحة الكتاب على الموقع الرسمي